# Lijst van railterminals in Europa
Dit is een lijst van railterminals in Europa.

## Nederland
- Railterminal Barneveld
- Bossche Container Terminal
- Railport Brabant, Tilburg
- Railterminal Cabooter, Venlo
- Railterminal Chemelot, Geleen, Chemelot
- Euroterminal Coevorden
- Hutchison Ports ECT Delta, Rotterdam
- Hutchison Ports ECT Euromax,
- Trailstar Ede
- Railterminal Eindhoven
- Rail Terminal Friesland, Leeuwarden
- Railterminal Gelderland, regio Nijmegen (niet uitgevoerd)
- Railterminal Greenport, Venlo
- Railterminal Gorinchem LCG
- Rail Service Centrum Groningen, Veendam
- Railterminal Hessenpoort, bij Zwolle
- Railterminal Kampen
- Railterminal Lage Weide, Utrecht
- Holland Rail Terminal Lansingerland, nabij Bleiswijk
- MCS Meppel
- MCT Moerdijk
- Container Terminal Nijmegen
- Osse Overslag Centrale
- Ridderhaven Container Terminal
- Railterminal Roermond
- RSC Rotterdam
- Railterminal Terneuzen Value Park
- Combi Terminal Twente, Almelo
- Hutchison Ports Venlo, ECT Venlo
- Inland Terminal Veghel
- Container Terminal Vrede Zaanstad
- Railterminal West, Rotterdam

## België

### Antwerpen en Antwerpse haven, deel Oost-Vlaanderen
- MSC-PSA European Terminal (MPET)
- Antwerp Gateway (spoorbundel Kalishoek)
- Combiterminal Antwerpen ATO
- Railterminal Antwerpen Cirkeldyk
- Antwerpen Combinant
- Antwerpen HTA Hupac Terminal Antwerp
- Antwerpen Main-Hub
- Railterminal Muizen (Ambrogio)

### Brussel
- Trimodal Terminal Brussel

### Limburg
- Railport Genk
- Railterminal Genk-Haven
- Combiterminal Haven Genk
- Westerman Multimodal Logistics, Hasselt

### Oost-Vlaanderen
- Interface Terminal Gent
- Ghent Container Terminal
- Mercatordok Multimodal Terminal, Gent

### West-Vlaanderen
- Delcatransport Rekkem

- Railterminal Zeebrugge

### Wallonië
- Combiterminal Charleroi Dry Port
- Dry Port Mouscron-Lille
- Combiterminal Liege Container Terminal, Angleur
- Liège Logistics Intermodal, Grâce-Hollogne

- Garocentre Terminal, La Louvière
- Terminal Container Athus, Aubange

## Bulgarije
- Railterminal Bourgas (Dolno Ezerovo)
- Railterminal BMF Dry Port Sofia
- Railterminal Dimitrovgrad
- Railterminal Stara Zagora
- Yana Sofia Intermodal Terminal
- railterminal Zlatitrap (Plovdiv)

## Duitsland
- Adelebser Container Terminal, Adelebsen
- Railterminal Aken
- CSA Terminal Andernach
- Railterminal Aschaffenburg
- Railterminal Augsburg-Oberhausen
- Railterminal Bamberg
- Railterminal Basel - Weil am Rhein (Düsseldorf)
- Railterminal Basel - Weil am Rhein (Rheinhafen)
- Railterminal BASF, Ludwigshafen
- Railterminal Beckingen
- Railterminal Beiseförth, Malsfeld
- Railterminal Berlin Westhafen
- Railterminal Binnenhafen Berlin West Wustermark, Wustermark
- Railterminal Bönen
- Railterminal Bonn
- Braunschweig Containerterminal
- Combiterminal Bremen Hansakai
- Combiterminal Bremen Weserport
- Railterminal Bremen-Roland
- Railterminal Bremerhaven - Eurogate CTB
- Railterminal Bremerhaven-Nordhafen
- Combinterminal Brunsbüttel Elbehafen
- Railterminal Burghausen
- CTL - Cargo-Terminal Lehmann, Lübeck
- Railterminal Cuxhaven
- Cabooter railterminal Kaldenkirchen
- Railterminal Dormagen
- Railterminal Dörpen
- Container Terminal Dortmund, barge- en railterminal
- Container Terminal Dortmund "Am Hafenbahnhof" (CTD II)
- Dresden Trailerport Alberthafen
- Railterminal Dresden-Friedrichstadt UBF (GVZ)
- Hutchison Ports Duisburg (Duisburg DIT; Duisburg Kombiterminal (DKT); Duisburg KV-Hub Rhein-Ruhr; Duisburg logport III (Hohenbudberg); Duisburg RRT Gateway West; Duisburg RRT Home Terminal; Duisburg Ruhrort Hafen; Duisburg Trimodal Terminal D3T)
- Combiterminal Düsseldorf Hafen DCH
- Railterminal Eisenach
- Railterminal ElbePort Wittenberge
- Railterminal Elsterwerda
- Railterminal Emmelsum (Contargo), Voerde (Emmelsum)
- Railterminal Emmelsum (Jerich), Voerde (Emmelsum)
- Combiterminal Emmerich Rhein-Waal-Terminal
- Railterminal Erfurt-Vieselbach
- Container Terminal Fallersleben, Wolfsburg/Fallersleben
- Railterminal Falkenhagen,	Pritzwalk
- Railterminal Frankfurt a/d Oder
- Railterminal Frankfurt am Main (Ost)
- Combiterminal Frankfurt am Main (Osthafen)
- Combiterminal Frankfurt am Main (West)
- Railterminal Germersheim (DP World)
- Railterminal Germersheim (Freyer)
- Railterminal Gernsheim
- Railterminal Gerolstein CT
- Railterminal Glauchau
- Railterminal Göttingen
- Railterminal Grossbeeren
- Railterminal Gustavsburg,	Ginsheim-Gustavsburg
- Railterminal Gütersloh
- Railterminal Freiburg[1]
- Container Terminal Halle Saale
- Container Terminal Herne
- Container-Terminal Hafen Heilbronn
- Railterminal Hamburg - Altenwerder (CTA)
- Railterminal Hamburg - Billwerder
- Railterminal Hamburg - Burchardkai (CTB)
- Railterminal Hamburg - Eurokombi Waltershof
- Railterminal Hamburg - Tollerort (CTT)
- Railterminal Hannover MegaHub Lehrte
- Railterminal Hannover-Leinetor
- Combiterminal Hannover-Nordhafen
- Railterminal Hof
- Railterminal Horb, Horb am Neckar
- Railterminal Hürth Knapsack
- Railterminal Industriebahnhof Stade-Brunshausen (IBB)
- Railterminal Ingolstadt
- Railterminal Karlsruhe (Contargo)
- Railterminal Karlsruhe (DUSS)
- Railterminal Kassel
- Combiterminal Euroterminal Kehl
- Combinterminal Kehl - Klumpp + Müller
- Combiterminal Kiel Norwegenkai
- Combiterminal Kiel Ostuferhafen
- Combiterminal Kiel Schwedenkai
- Combiterminal Koblenz
- Railterminal Kodersdorf
- Köln Eifeltor
- Combiterminal Köln-Niehl CTS
- Railterminal Köln-Nord
- Railterminal Kornwestheim
- Combiterminal Krefelder Container Terminal KCT
- Railterminal Landshut
- Railterminal KV-Terminal Wilhelmshaven
- Railterminal Leipzig-Wahren
- Combiterminal Lübeck-Skandinavienkai
- Combiterminal Ludwigshafen (Contargo)
- Railterminal Ludwigshafen KTL
- Combiterminal Magdeburg Hanse-Terminal
- Combiterminal Mainz CT
- Combiterminal Mannheim Container-Terminal Contargo
- Combiterminal Mannheim DP World
- Railterminal Mannheim-Handelshafen
- Railterminal Marl
- Railterminal Metrans Containerterminal Berlin, Königs Wusterhausen
- Combiterminal Minden
- Railterminal Multimodal Terminal Berlin, Wustermark
- Railterminal München-Riem
- Railterminal Neumünster
- TriCon Terminal Neurenberg[2]
- Combiterminal Neuss Contargo
- Combiterminal Neuss Trimodal
- Railterminal Nürnberg (Depot)
- Combiterminal Nürnberg-Hafen TriCon
- Railterminal Osnabrück
- Railterminal Regensburg Hafen
- Railterminal Regensburg Ost
- Railterminal Rehden
- Railterminal Rheine GVZ
- Combiterminal Riesa
- Combiterminal Rostock-Seehafen
- Railterminal Salzgitter GVZ
- Railterminal Schkopau Kombiterminal Buna Werke
- Railterminal Schwarzheide
- Railterminal Schweinfurt
- Railterminal Singen
- Combiterminal Stuttgart Container Terminal SCT
- Railterminal Stuttgart Hafen
- Railterminal Südwestfalen Container-Terminal, Kreuztal
- Multimodal Terminal Trier
- UHH Container Terminal Haldensleben
- Railterminal Ulm,	Dornstadt (Ulm)
- Railterminal Unna
- Railterminal Warstein
- Weets Container Terminal, Soltau
- Werra Kombi Terminal, Philippsthal
- Railterminal Wiesau
- Combiterminal Wismar-Hafen, rail- en short-seaterminal
- Railterminal Wolfsburg GVZ
- Railterminal Worms
- Railterminal Wörth
- Railterminal Wuppertal-Langerfeld

## Denemarken
- Railterminal Høje Taastrup
- Railterminal Padborg
- Railterminal Rønland (Cheminova), Harboøre
- Railterminal Taulov, Fredericia

## Frankrijk
- Railterminal Aiton, Bourgneuf
- Railterminal Avignon-Courtine
- Railterminal Bayonne Mouguerre Intermodal
- Railterminal Bonneuil sur Marne
- Combiterminal Bordeaux Combiné (Naviland), Bègles
- Combiterminal Bruay sur l'Escaut (Valenciennes)
- Railterminal Calais, Marck
- Railterminal Clermont-Ferrand, Gerzat
- Railterminal Cognac
- Railterminal Dijon, Perrigny-lès-Dijon
- Combiterminal Dourges Conteneurs Terminal Delta 3, Hénin-Baeumont
- Combiterminal Gennevilliers
- Combiterminal Lauterbourg - R3flex
- Combiterminal Le Havre (LHTE), Sandouville
- Railterminal Lyon-St. Priest
- Railterminal Miramas
- Railterminal Mouguerre (Ambrogio)
- Railterminal Noisy-le-Sec
- Combiterminal Ottmarsheim
- Railterminal Perpignan Saint-Charles Conteneur Terminal
- Combiterminal Prouvy
- Combiterminal Strasbourg Terminal Conteneurs Nord
- Combiterminal Strasbourg Terminal Conteneurs Sud
- Railterminal Toulouse - Fenouillet

## Griekenland
- Railterminal Intermodal Station Thessaloniki, Sindos

## Hongarije
- Railterminal Budapest BILK
- Railterminal Debrecen
- Railterminal Fényeslitke-East-West Gate (EWG)
- Kombiterminál Törökbálint
- Combiterminal Mahart Container Center, Budapest
- Rail Hub Terminal Budapest
- railterminal Sopron containerterminal

## Italië
- Railterminal Arluno
- Railterminal Bari Scalo Ferruccio, Bari
- Railterminal Brescia[3]
- Railterminal Bologna Interporto, Bentivoglio
- Railterminal Busto Arsizio-Gallarate
- Railterminal Candiolo
- Railterminal Catania Bicocca
- Railterminal Foggia
- Railterminal Gallarate
- railterminal Interporto Trento
- Railterminal Maddaloni
- Magli Intermodal Service Terminal, Montirone[4]
- Railterminal Marzaglia, Modena
- Railterminal Melzo
- Terminal Intermodale di Mortara
- Railterminal Novara CIM[3]
- Railterminal Padova Container Service terminal
- Railterminal Padova Interporto Terminal
- Railterminal Parma, Fontevivo Parma
- Railterminal Torino
- Combiterminal Trieste - Europa Multipurpose Terminals
- Combiterminal Trieste - Samer Seaports & Terminals
- Trieste Marine Terminal
- Railterminal Verona Quadrante Europa[3]

## Kroatië
- Railterminal Kotoriba
- Railterminal Osijek
- Railterminal Ploce
- Combiterminal Rijeka Brajdica
- Railterminal Slavonski Brod
- Railterminal Solin Luka, Split
- Kontejnerski Terminal Vrapče,	Zagreb

## Letland
- Railport Riga

## Litouwen
- Railterminal Kaunas Intermodal Terminal
- Railterminal Klaipeda Container Terminal
- Railterminal Klaipedos Smelte container terminal (KSCT), Klaipeda
- Railterminal Vilnius intermodal terminal
- Railterminal Vilnius Vaidotay Intermodal Terminal

## Luxemburg
- Intermodal Terminal Bettembourg, Dudelange

## Noord-Macedonië
- Railterminal Skopje

## Oekraïne
- Most Logistic Terminal, Volytsya
- Ternopil West Container Terminal

## Oostenrijk
- Railterminal Bludenz CCT
- Railterminal Brennersee, Gries am Brenner
- Combiterminal Enns Hafen CCT
- Railterminal Graz Süd CCT, Werndorf
- Railterminal Hall in Tirol CCT
- Railterminal Kapfenberg CCT
- Combiterminal Krems a.d. Donau CCT
- Railterminal Lambach
- Combiterminal Linz Stadthafen CCT
- Railterminal Salzburg CTS, Wals
- Railterminal Salzburg Frachtenbahnhof
- Railterminal Sankt Michael CCT, Madstein
- Railterminal Sankt Pölten Alpenbahnhof CCT
- Railterminal Villach Süd CCT,	Fürnitz
- Railterminal Wels Vbf CCT
- Railterminal Wien Süd CCT
- Combiterminal WienCont
- Railterminal Wolfurt CCT
- Railterminal Wörgl CCT

## Polen
- Brzeg Dolny Terminal PCC
- Brzeski Terminal Kontenerowy
- Railterminal Ełk
- Container Terminal Gadki
- Railterminal HUB Terminal Poznan, Gdki
- Railterminal Dąbrowa Górnicza (ATS)
- Railterminal Dąbrowa Górnicza (Metrans)
- Deep Container Terminal Gdańsk
- Combinterminal Gdanski Terminal Konterowy
- Gdynia - Baltycki Terminal Kontenerowy
- Gliwice Terminal PCC
- Railterminal Gliwice
- HTB Hupac Terminal Brwinów, Gliwice Brwinow
- Railterminal Kąty Wrocławskie Rail terminal
- Railterminal Kobylnica
- Railterminal Kutno
- Container Terminal Łódź
- Railterminal Małaszewicze Adampol
- Railterminal Małaszewicze Kontenerowa (PKP)
- Railterminal Mława
- Terminal Kontenerowy Pruszków
- Terminal Poznań Junikowo
- Terminal Radomsko
- Railterminal Rzepin
- Railterminal Sosnowiec
- Euroterminal Sławków
- Railterminal CLIP Container Terminal Swarzędz
- Railterminal Terespol Containerdepot
- Railterminal Warszawa
- Terminal Warszawa Praga-Północ
- Warszawa Glowna Toworowa - Container Terminal
- Railterminal Katowice Wlosienica
- Railterminal Wolica
- Railterminal Wroclaw Siechnice
- Railterminal Zalesie
- Railterminal Sjius Depot Kontenerowy, Zalesie
- Railterminal Zamość

## Roemenië
- Railterminal Aiud
- Afluent Arad South Terminal, Arad
- Allianso Terminal Ploiesti, Ploiesti
- Railterminal Bucharest (DB Schenker)
- Railterminal Caransebes
- Center Tea & Co Terminal, Leordeni
- Railterminal Constanta Port (APM)
- Railterminal Constanta Port (Tomis)
- Railterminal Constanta South Container Terminal (DP World)
- Container Terminal Railport Arad, Curtici
- Railterminal Dornesti
- Railterminal Miercurea Ciuc
- Railterminal Oradea Vest
- Rail Container Bacau
- Rail Hub Transylvania, Vladimirescu
- Railterminal Rofersped Terminal Bacau
- Railterminal Suceava
- Railterminal Turda
- Railterminal Zalau

## Rusland
- Railterminal Freight Village RU (Kaluga), Vorsino Selo
- Railterminal Nizhny Novgorod

## Servië
- Railterminal Belgrado
- Railterminal Nis
- Combiterminal Pančevo Dry Port Terminal
- Railterminal Indija

## Slovenië
- Railterminal Celje
- Combiterminal Koper Luka KT
- Railterminal Ljubljana Moste
- Railterminal Maribor Tezno KT
- Railterminal Sežana

## Slowakije
- Combiterminal Bratislava Palenisko
- Railterminal Bratislava ÚNS (ČSKD INTRANS)
- Railterminal TKD Dobrá
- Railterminal Dunajská Streda
- Railterminal Košice (ČSKD INTRANS)
- Railterminal Košice (Metrans)
- Railterminal Lužianky - TIP
- Railterminal Sládkovičovo Kontajnerový terminál
- Railterminal Žilina (RCG)
- Railterminal Žilina (TIP)

## Spanje
- Algeciras Merciancías, Algeciras
- Railtrminal Almussafes
- Railterminal Barcelona Morrot
- Railterminal Córdoba El Higuerón
- Railterminal Granollers Mercancias
- Railterminal Irún Merciancías, Guipuzcoa
- Railterminal Jundiz
- Railterminal La Boella, Tarragona
- Railterminal Madrid Abronigal
- Miranda Container Terminal, Burgos
- Railterminal Murcia Mercancías, Nonduermas
- Railterminal Portbou Mercancías, Girona
- Railterminal San Roque
- Railterminal Sevilla La Negrilla
- Railterminal Silla
- Railterminal Tarragona Constanti
- Railterminal Vigo-Guixar, Pontevedra
- Zaragoza-Terminal Maratima de Zaragoza
- Railterminal Zaragoza Plaza

## Tsjechië
- Railterminal Brno Horní Heršpice
- Railterminal Ceska Trebova
- Railterminal Kolin[5]
- Railterminal Koprivnice
- Railterminal Lovosice (ČD - DUSS Terminál)
- Railterminal Lovosice (TSC)
- Combiterminal Mělník Labe
- Railterminal Mošnov
- Railterminal Obrnice
- Railterminal Ostrava Senov
- Railterminal Ostrava-Paskov Terminal
- Railterminal Plzeń
- Railterminal Plzen - Nyrany, Nyrany
- Railterminal Praha Uhrineves
- Railterminal Přerov, Přerov - Horní Moštěnice
- Combiterminal Ústí nad Labem - Marianska skala
- Railterminal Zaječí
- Railterminal Zelechovice - Zlin, Zelechovice nad Dřevnicí-Lípa

## Turkije
- Arifiye Hub-REYSAŞ, Adapazan
- Halkali (Mars Logistics), Küçükçekmece/İstanbul

## Zweden
- Borlänge Combiterminal
- Dryport Skaraborg, Falköping
- Eskilstuna Kombiterminal
- Gävle kombiterminal
- Combiterminal Göteborg-Majnabbe
- Göteborg Arken Combi Terminal
- Railterminal Helsingborg kombiterminal
- Railterminal Jönköping Solåsen kombiterminal
- Railterminal Malmö
- Railterminal Nässjö kombiterminal
- Railterminal Örebro
- Raimterminal Stockholm Årsta kombiterminal
- Railterminal Sundsvall Combi Terminal
- Railterminal Umeå Combi Terminal
- Railterminal Västerås kombiterminal
- Wermland Logistic Center, Vålberg

## Zwitserland
- Combilterminal Basel - Kleinhüningen
- Combiterminal Basel - Swissterminal
- Combiterminal Birsfelden (Birsterminal)
- Combiterminal Birsfelden (Swissterminal)
- Railterminal Cadenazzo
- Railterminal Chavornay
- Railterminal Dagmersellen
- Railterminal Dietikon
- Railterminal Frenkendorf
- Railterminal Genève La Praille
- Railterminal Gossau SG
- Railterminal Niederglatt, Niederhasli
- Railterminal Rekingen, Mellikon
- Railterminal Renens
- Railterminal Staad
- Railterminal Stabio